# Eucnide lobata
Eucnide lobata  (llamada  pegajosa al igual que otras especies del género) es una hierba de hasta 70cm de altura que pertenece a la familia Loasaceae. El nombre del género Eucnide deriva de las palabras griegas eu que significa "bien o bastante" y knide, que significa "ortiga". Está considerada endémica de México.

## Descripción
Es una hierba que puede alcanzar una altura de 35 y hasta 70 cm cuyos tallos con tricomas son largos y lisos, algunas tienen tallos provistos de pequeños ganchos, no urticantes.
Las hojas tienen pecíolos de 2 a 3 cm de largo y 0.3 cm de ancho; con láminas de 3 a 7 cm diámetro, más anchas que largas, casi circulares,  ápice  redondeado,  margen  lobado  a  sinuado  dentado,  el haz  y el envés  presentan tricomas  largos,  lisos y otros provisto de pequeños ganchos  abundantes  en  las  nervaduras  del envés, palmatinervadas (como la palma de la mano).
Las inflorescencias son terminales, racemosas; con brácteas de 4.5 cm largo y 3.5 cm de ancho, presentan bractéolas de 3 a 8  mm de largo, y de 1 a 2 mm de ancho. Las flores de la inflorescencia son de 3 a 9, de color amarillo, de pedicelos de 1 a 2 cm de largo, encurvados hacia la base; el hipantio es de 1 a 1.5  mm de largo, y 0.5-1.0  mm de ancho;  en forma de cono invertido, y áspero al tacto;  el cáliz  con  lóbulos  de  1 mm de largo y 0.3 a 0.5  mm de ancho,  son lanceolados,  ásperos al tacto en la parte externa; con la corola semejante a una rueda, de 1 a 1.5 cm de largo, 1.4 a 1.8 cm de ancho, cuyos pétalos son de 1 cm largo, y 0.6 cm de ancho, ensanchados en el extremo, el ápice con pequeños pelos hilerados; estambres  de 2.7 cm de largo, filamentos de 1.2 cm largo, anteras 0.3 a 1.5 mm largo,  y 0.6 mm ancho; el estilo, es largo delgado, torcido, más grueso en el ápice.
Las semillas vienen en cápsulas de 0.8 a 1.2  cm de largo y  0.7 a 0.8  mm de ancho, el pedúnculo es de 1 a 2.0  cm de largo, encurvado hacia la base del tallo; las pequeñas semillas son de 0.5 a 1.0 mm de largo, 0.3 a 0.5 mm de ancho.
Una característica distintiva de esta especia con relación a las demás, es el tamaño de sus pétalos, estos son menores a los 4.5 cm y la forma de la corola que se asemeja a una rueda.

## Distribución
E. lobata se considera endémica en  México y se  ha  registrado  para  los  estados  de  Coahuila,  Durango,  Guanajuato,  Guerrero,  Hidalgo,  Michoacán,  Nuevo  León,  Oaxaca,  Puebla, Querétaro, San Luis Potosí, Tamaulipas y Veracruz.

## Hábitat
Es una planta herbácea que se desarrolla en matorral xerófilo, dominada por arbustos inferiores a los 4 m de altura, en climas secos, con lluvias muy escasas y cuya precipitación es menor a los 700 mm anuales, con temperatura promedio de 12 a 26 °C. En elevaciones de 1000 a 2000 m s. n. m.

## Estado de conservación
Es una especie cuya distribución en México se ha reportado en varios estados del país,  no se encuentra bajo alguna categoría de protección  en México, de acuerdo a la NOM-059- ECOL- SEMARNAT- 2010. Tampoco es una especie bajo ninguna categoría de protección de la UICN.  